# Духлата

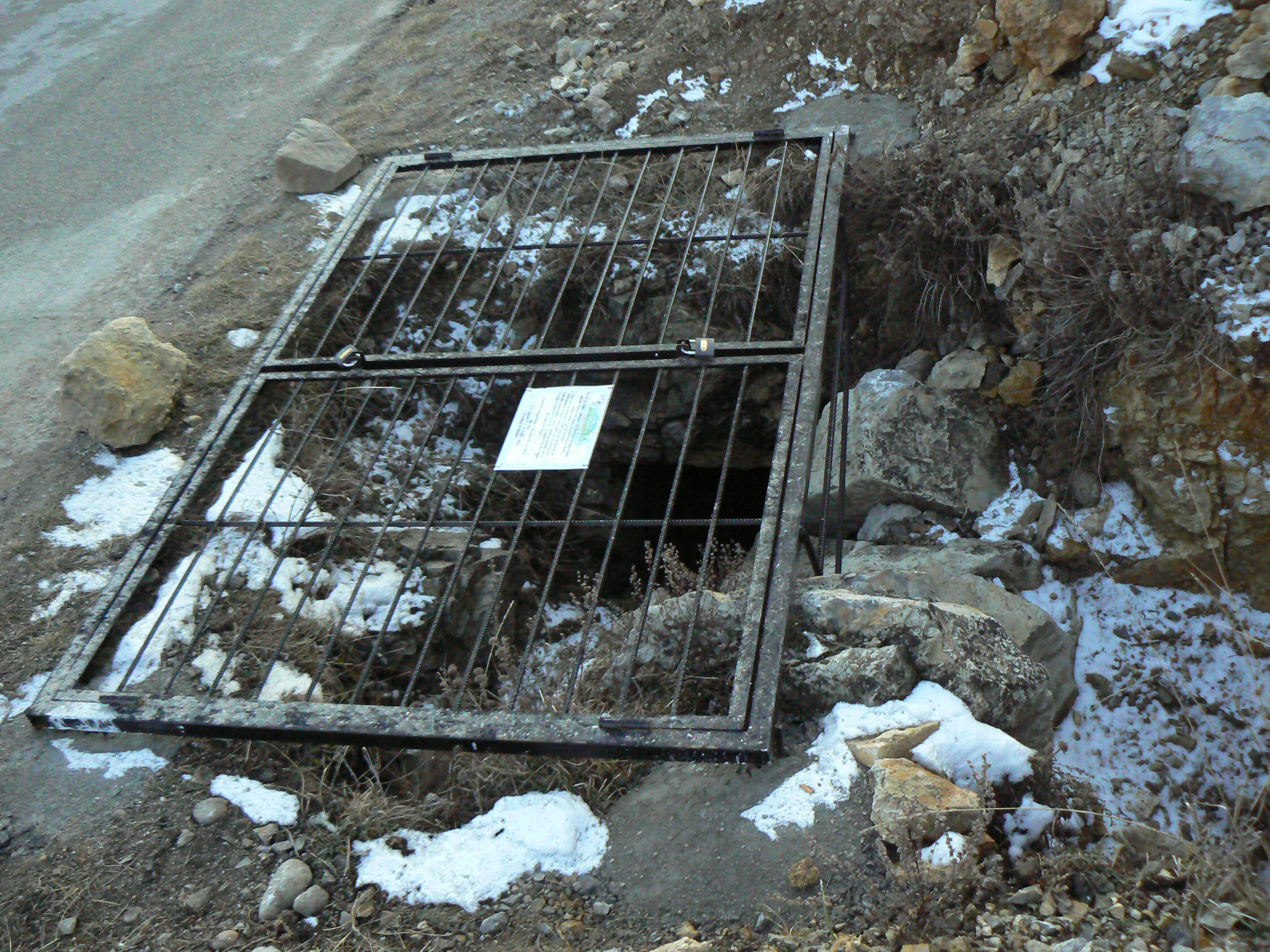
Вхід до печери

Духлата (болг. Духлата) — печера в західній Болгарії, належить до карсту гірського масиву Вітоша. Складена доломітами середнього тріасу. Маючи сукупну довжину коридорів 18200 м, є найпротяжнішою печерою країни. У 1962 році оголошена національним пам'ятником. У печері мешкає 6 видів кажанів.
Печера розташована на південно-західному схилі масиву, на лівому березі річки Струми, на північний захід від села Боснек в Пернікської області. Вхід знаходиться край дороги між Боснеком і Чуйпетлово. Глибина печери складає 53 м, вона була утворена підземною течією Струми. Печеру добре вивчено і картовано, усередині численні натічні утворення. Коридори утворюють складний лабіринт, в якому можна виділити декілька рівнів, на нижніх течуть декілька струмків. Назва печери походить від звуків, що видаються вітром на вході (болг. духам — «свистіти»).
У печері мешкають представники 22 видів тварин. В основному це веслоногі ракоподібні (Copepoda), 2 види вищих ракоподібних з підкласу бокоплавів (Amphipoda), один вид з надкласу синкаридів (Syncarida), один представник водяних кліщів. Відмічений один з видів псевдоскорпіонів, Neobisium kwartirnikovi. З тринадцяти видів кажанів, які водяться на території природного парку Вітоша, в печері мешкають шість.
Доступ до печери обмежений для відвертання антропогенного впливу на крихку підземну екосистему — відвідування можливо лише дослідниками або досвідченими спелеологами за наявності дозволу від дирекції природного парку.